# Френель-ан-Вексен
Френель-ан-Вексен (фр. Frenelles-en-Vexin) — муніципалітет у Франції, у регіоні Верхня Нормандія, департамент Ер. Френель-ан-Вексен утворено 1 січня 2019 року шляхом злиття муніципалітетів Буазмон, Корні i Френ-л'Аршевек. Адміністративним центром муніципалітету є Буазмон. Населення — 1702 особи (01.01.2021).